# Rock Action
Rock Action – trzeci album szkockiego zespołu Mogwai. Został wydany 24 kwietnia 2001. 

## Album

### Historia
Nagrywanie albumu rozpoczęło się 23 września 2000 roku w Tarbox Road Studio w Cassadaga, w stanie Nowy Jork pod kierunkiem Tony’ego Doogana i Dave’a Fridmanna. 20 października zespół i Fridmann kontynuowali nagrania w Sorcerer Studio w Nowym Jorku, po czym 20 listopada zespół zmiksował nagrania w Tarbox Road Studio, aby wydać je pod szyldem Southpaw. W lutym 2001 roku Barry Burns ogłosił, iż album zostanie wydany 23 kwietnia przez Southpaw i nie będzie go promował żaden singiel.
Album został wydany 24 kwietnia 2001 roku w Stanach Zjednoczonych przez wytwórnię Matador jako CD. 30 kwietnia ukazał się w Wielkiej Brytanii (również jako CD) nakładem Southpaw Recordings i [PIAS] Recordings.

### Muzyka
Nagrywając nowy album zespół postanowił odejść od dotychczasowego schematu głośno-cicho-głośno na rzecz łagodniejszych brzmień. Dokonał tego dzięki Dave’owi Fridmannowi (producentowi albumów Deserter’s Songs Mercury Rev i The Soft Bulletin The Flaming Lips). Rock Action charakteryzuje się szorstkimi zniekształceniami, dynamiką perkusji i elektronicznych tekstur podobnych do tych z albumu Standards zespołu Tortoise; dotyczy to szczególnie otwierającego album utworu „Sine Wave”. Kolejne utwory: „Take Me Somewhere Nice” i „Dial: Revenge” to zadumane ballady podbudowane bogatymi, smyczkowymi aranżacjami. W tym pierwszym śpiewa gitarzysta Stuart Braithwaite. Drugi, „Dial: Revenge”, noszący podwójny angielsko-walijski tytuł „zemsta”, zaśpiewany przez Gruffa Rhysa z Super Furry Animals w jego ojczystym języku dopełnia nastroju albumu, zauważalnego również w dziewięciominutowym, epickim utworze „2 Rights Make One Wrong”, opartym na podkładzie złożonemu z instrumentów dętych, smyczkowych, banjo, gitary i wokalu. Ośmiominutowy „You Dont Know Jesus" cechuje gitarowe „katharsis”, natomiast zamykający album „Secret Pint” stanowi przykład spokojniej ballady w ciężkiej, rockowej aranżacji”.  

### Lista utworów
Lista i pozostałe informacje według Discogs:
| 1. | Sine Wave              | 4:55  |
|    |                        |       |
| 2. | Take Me Somewhere Nice | 6:57  |
|    |                        |       |
| 3. | O I Sleep              | 0:55  |
|    |                        |       |
| 4. | Dial: Revenge          | 3:28  |
|    |                        |       |
| 5. | You Don't Know Jesus   | 8:02  |
|    |                        |       |
| 6. | Robot Chant            | 1:03  |
|    |                        |       |
| 7. | 2 Rights Make 1 Wrong  | 9:31  |
|    |                        |       |
| 8. | Secret Pint            | 3:37  |
|    |                        |       |
|    |                        | 38:28 |
|    |                        |       |
Bonusy na wersji japońskiej:
- „Untitled” – 7:16
- „Close Encounters” – 3:54[1]

Wszystkie utwory napisali członkowie Mogwai z wyjątkiem „Dial: Revenge”: Mogwai/Gruff Rhys.

### Muzycy

#### Mogwai
- Dominic Aitchison – gitara basowa
- Stuart Braithwaite – gitara, śpiew w: „Take Me Somewhere Nice”
- Martin Bulloch – perkusja
- Barry Burns – gitara, instrumenty klawiszowe
- John Cummings – gitara, fortepian

#### Muzycy studyjni
- David Pajo – chórek w: „Take Me Somewhere Nice”
- Gruff Rhys – śpiew w: „Dial: Revenge” (w jęz. walijskim), chórek w: „2 Rights Make 1 Wrong”
- The Remote Viewer – programowanie i banjo w: „2 Rights Make 1 Wrong”
- Willie Campbell, Charlie Clark, Gary Lightbody – chórek w: „2 Rights Make 1 Wrong”
- Michael Brawley – smyczki i rogi w: „Take Me Somewhere Nice” i „2 Rights Make 1 Wrong”
- Dave Fridmann – smyczki i rogi w: „Dial: Revenge” and „Secret Pint"

#### Pozostali
- Produkcja i mix: Dave Fridmann
- Rejestracja nagrań: Dave Fridmann i Tony Doogan
- Nagrano i zmiksowano w: Tarbox Road Studios, Cassadega, Nowy Jork
- Nagrania dodatkowe: Cava Studios, Glasgow i Sorcerer Sound, Nowy Jork
- Inżynierowie asystujący: Willie Deans at Cava i Bill Racine w Sorcerer Sound
- Projekt: Vella Design
- Zdjęcia: Steve Gullick

## Odbiór

### Opinie krytyków
| Oceny łączne                      | Oceny łączne |
| --------------------------------- | ------------ |
| Album of the Year                 | 82/100       |
| Metacritic                        | 76/100       |
| Recenzje                          |              |
| Publikacja                        | Ocena        |
| AllMusic                          | [ 5 ]        |
| Blender                           | [ 8 ]        |
| Drowned in Sound                  | 9/10         |
| The Guardian                      | [ 10 ]       |
| NME                               | [ 11 ]       |
| Pitchfork                         | 8.0/10       |
| Porcys                            | 6.4/10       |
| RYM                               | 3.51/5       |
| Spin                              | 8/10         |
| Sputnikmusic                      | 3.5/5        |
| The New Rolling Stone Album Guide | [ 17 ]       |
| Tiny Mix Tapes                    | [ 18 ]       |

Matt LeMay z magazynu Pitchfork analizując najnowszy album Mogwai stwierdza, iż „być może największą różnicą pomiędzy tą płytą a jej poprzedniczkami jest poszerzone spektrum dźwiękowe”. O ile w przeszłości Mogwai w dużej mierze bazował się na gitarach, to na Rock Action poszerzył brzmienie o dodatkowe elementy, jak banjo i udział walijskiego wokalisty Gruffa Rhysa, co sprawiło, iż album ten „jest najbardziej zagęszczonym dźwiękowo wydawnictwem w dotychczasowej karierze Mogwai”. Produkcję Dave’a Fridmanna recenzent ocenił jako „bezbłędną”. Za wyróżniający się utwór na płycie uznał 'You Don't Know Jesus' (choć nie jest on, jego zdaniem, „tak perfekcyjny jak 'Like Herod' czy 'Mogwai Fear Satan' z Young Team”), a poza nim – 'Dial: Revenge' i 'Secret Pint'. Podsumowując stwierdził, iż album, „nie jest płytą porywającą, nie jest też tak mistrzowsko zrealizowaną i poruszającą jak ich [zespołu] wcześniejsze dokonania” zauważając jednocześnie, że „jest tylko kilka zespołów, które mogą wydać tak dobrze skonstruowany album jak Rock Action”.
Zdaniem Heather Phares z AllMusic Mogwai na Rock Action odrzucił znaczną część improwizacji i hałaśliwego brzmienia, którymi charakteryzowały się jego wczesne nagrania na rzecz bardziej zwartych struktur oraz bardziej bezpośrednich melodii i śpiewów chcąc w ten sposób uciec z post-rockowego zaszufladkowania. Dokonał tego dzięki zaproszonym gościom, takim jak producent Dave Fridmann i Gruff Rhys z Super Furry Animals.
„Podczas gdy formuła Come On Dye Young była cicho-głośno-cicho, Rock Action równie dobrze sprawdza się w formule cicho-cicho-cicho, która pomogła Mogwai stworzyć ich najbardziej satysfakcjonującą płytę do tej pory. 38 minut rozmarzonych, melancholijnych melodii wyrastających z ledwo słyszalnych statycznych pulsów, niespójnie vocoderowych szeptów czy groteskowo ekscytujących brzmień, tworzonych przez miękko brzmiący fortepian, pozbawione trywialności dęciaki i z głębi serca płynące smyczki” – uważa Michael Clarke z magazynu Drowned in Sound. „To jest dźwięk przyszłości. Mogwai są dobrzy, bardzo dobrzy” - podsumowuje.
Wedlu Victorii Segal z NME „każda nuta Rock Action wygrywa każdą walkę, jaką kiedykolwiek [Mogwai] rozpoczęli, poruszona wyobraźnią i świadomością potencjału dźwięku, która stawia ich tak wysoko na moralnym podium, że prawie gubią się w chmurach. (…) Rock Action udowadnia status Mogwai jako brytyjskich figurantów tej muzycznej estetyki, która szeroko rozkwita w Ameryce Północnej”. 
Na zmianę brzmienia Rock Action zwraca również uwagę Margaret Schwartz z PopMatters: „kunsztowne, a nawet filmowe smyczki, zdobiące połowę utworów, sprawiają, że całość jest bardziej nastrojowa, a nawet ambientowa. Nie oznacza to, że zespół porzucił sferę emocjonalną na rzecz 'intelektualnej' muzyki w stylu Tortoise, ale oznacza to, że brzmi o wiele mniej jak Slint niż kiedyś”.
„To senna, płacząca płyta” – ocenia Borys Dejnarowicz z magazynu Porcys. „Może brak na niej spontanicznych wybuchów emocji, brak słynnych kontrastów brzmieniowych. Ale słychać, że to wciąż Mogwai. A że płytka jest lepsza od Come On Die Young, nie ma żadnych wątpliwości”.

### Listy tygodniowe
| Kraj              | Lista                 | Pozycja |
| ----------------- | --------------------- | ------- |
| Francja           | Les Charts            | 82      |
| Stany Zjednoczone | Heatseekers Albums    | 20      |
| Stany Zjednoczone | Independent Albums    | 16      |
| Szkocja           | Scottish Albums Chart | 20      |
| Wielka Brytania   | UK Albums Chart       | 23      |
| Wielka Brytania   | UK Independent Albums | 4       |